# Kyrgyzstan Cup 2021
Der Kyrgyzstan Cup 2021 war die 30. Saison eines Ko-Fußballwettbewerbs in Kirgistan. Das Turnier wurde von der Football Federation of Kyrgyz Republic organisiert. Er begann mit dem Achtelfinale am 26. Mai 2021 und endete mit dem Finale am 18. September 2021.

## Termine
| Runde         | Datum                                                 |
| ------------- | ----------------------------------------------------- |
| Achtelfinale  | 26. Mai 2021 28. Mai 2021 29. Mai 2021 30. Mai 2021   |
| Viertelfinale | 23. Juni 2021 24. Juni 2021 26. Juni 2021             |
| Halbfinale    | Hinspiele: 6. August 2021 Rückspiele: 18. August 2021 |
| Finale        | 18. September 2021                                    |

## Achtelfinale
|                          | Ergebnis  |                        |
| ------------------------ | --------- | ---------------------- |
| 26. Mai 2021             |           |                        |
| Alai Osch 2              | 0:3       | FC Neftchi Kochkor-Ata |
| 28. Mai 2021             |           |                        |
| Anadolu                  | 0:12      | FK Dordoi Bischkek     |
| 29. Mai 2021             |           |                        |
| Toktogul                 | 0:8       | FK Kaganat             |
| Lider-Chempion           | 1:6       | FK Kara-Balta          |
| FK Talant                | 0:7       | Abdish-Ata Kant        |
| 30. Mai 2021             |           |                        |
| Abdish-Ata Kant 2        | 1:2 n. V. | Alga Bischkek          |
| FC Neftchi Kochkor-Ata 2 | 1:2 n. V  | FK Kaganat 2           |
| Alai Osch                | :         | Freilos                |

## Viertelfinale
|                    | Ergebnis |                        |
| ------------------ | -------- | ---------------------- |
| 23. Juni 2021      |          |                        |
| FK Kaganat 2       | 1:3      | FC Neftchi Kochkor-Ata |
| 24. Juni 2021      |          |                        |
| Alai Osch          | 1:0      | FK Kaganat             |
| Alga Bischkek      | 3:2      | FK Kara-Balta          |
| 26. Juni 2021      |          |                        |
| FK Dordoi Bischkek | 3:1      | Abdish-Ata Kant        |

## Halbfinale
|                              | Ergebnis |                        |
| ---------------------------- | -------- | ---------------------- |
| 6. August 2021 (Hinspiele)   |          |                        |
| Alga Bischkek                | 1:0      | FK Dordoi Bischkek     |
| Alai Osch                    | 0:3      | FC Neftchi Kochkor-Ata |
| 18. August 2021 (Rückspiele) |          |                        |
| FK Dordoi Bischkek           | 1:3      | Alga Bischkek          |
| FC Neftchi Kochkor-Ata       | 1:0      | Alai Osch              |
| GESAMT                       |          |                        |
| FK Dordoi Bischkek           | 1:4      | Alga Bischkek          |
| FC Neftchi Kochkor-Ata       | 4:0      | Alai Osch              |

## Finale
|                    | Ergebnis              |                        |
| ------------------ | --------------------- | ---------------------- |
| 18. September 2021 |                       |                        |
| Alga Bischkek      | 0:0 n. V. (3:4 i. E.) | FC Neftchi Kochkor-Ata |